# Grace Berlin
Grace Fern Berlin (3 de marzo de 1897-29 de agosto de 1982) fue un ecologista, ornitóloga e historiadora estadounidense y una de las primeras mujeres en Ohio en recibir un título en ecología.

## Biografía
Grace Fern Cowling nació el 3 de marzo de 1897 en Monclova, Ohio. Era hija de Sanford Matthew Cowling y Ruth Richardson. Estudió Ecología animal en el Oberlin College, donde se graduó en 1923. Luego volvió a la granja familiar y dos años más tarde, se casó con Herbert Berlin.
Grace Berlín trabajó en la Sociedad Nacional Audubon; la Asociación de Naturalistas de Toledo; la Sociedad Audubon de Ohio; la Asociación Nacional de Vida Silvestre; y las sociedades históricas de Ohio, Whitehouse, Maumee Valley y Waterville. También publicó varios artículos sobre la arquitectura antigua de Ohio. Fue incluida en el Salón de la Fama de las Mujeres de Ohio en 1980.
Murió el 29 de agosto de 1982 a la edad de 85 años.